# 貝絲·米德
贝萨妮·簡·米德，MBE（1995年5月9日—）是英格蘭女子職業足球運動員，目前效力於兵工廠女子足球俱樂部和英格蘭女子足球代表隊，司職前鋒。

## 外部連結
- Profile （页面存档备份，存于） at the Arsenal F.C. website
- Profile （页面存档备份，存于） at the Football Association website
- 貝絲·米德 – FIFA國際賽競賽紀錄 (存檔)
- 貝絲·米德－UEFA國際賽競賽紀錄
- Soccerway資料庫：貝絲·米德